# Philantomba maxwellii
Philantomba maxwellii або Дуїкер Максвелла— це невелика антилопа, поширена в Західній Африці.

## Таксономія
|  | Блакитний дуїкер                                                     |
|  |                                                                      |
|  | \| \| Дуїкер Максвелла \| \| \| \| \| \| Дуїкер Вальтера \| \| \| \| |
|  |                                                                      |
|  | Дуїкер Максвелла                                                     |
|  |                                                                      |
|  | Дуїкер Вальтера                                                      |
|  |                                                                      |

|  | Дуїкер Максвелла |
|  |                  |
|  | Дуїкер Вальтера  |
|  |                  |

|  | Блакитний дуїкер                                                     |
|  |                                                                      |
|  | \| \| Дуїкер Максвелла \| \| \| \| \| \| Дуїкер Вальтера \| \| \| \| |
|  |                                                                      |
|  | Дуїкер Максвелла                                                     |
|  |                                                                      |
|  | Дуїкер Вальтера                                                      |
|  |                                                                      |

|  | Дуїкер Максвелла |
|  |                  |
|  | Дуїкер Вальтера  |
|  |                  |

Дуїкер Максвелла належить до роду Philantomba разом з блакитним дуїкером (P. monticola) і дуїкером Вальтера (P. walteri). Вперше його описав англійський натураліст Чарльз Гамільтон Сміт в 1827 році. Цей вид ще іноді відносили до роду Cephalophus,, а не до Philantomba.
В 2012 році на основі матоходріальних досліджень була створена кладограма підродини Cephalophinae (дуїкер), яка включає в себе три роди: Cephalophus, Philantomba і Sylvicapra. Рід Philantomba виявився монофілітичним. Він є сестриським до решти підродини, від якого він відділився біля 8,73 мільйонів років тому (в пізньому міоцені). Дуїкер Марсвелла віддалився від блакитного дуїкера від 2,68 до 5,31 мільйонів років тому. Ця кладограма, однак, не включала недавно відкритого дуїкера Вальтера. Були проведені доповнення кладограми, які визначили його місце.
Виділяють три підвиди:
- P. m. danei or P. m. lowei Hinton, 1920 Поширений в Сьєрра-Леоне.
- P. m. maxwelli C. H. Smith, 1827 Поширений в Сенегалі, Гамбії і Сьєрра-Леоне.
- P. m. liberiensis Hinton, 1920 Поширений в Ліберії.

## Опис

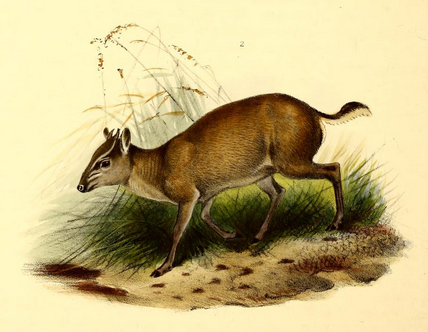
Зображення дуїкера Максвелла в The Book of Antelopes (1894)

Дуїкер Максвелла це невелика антилопа, як і інші представники її роду. Для нього характерні злегка припіднята спина, короткі ноги, невелика голова і короткі круглі вуха. Довжина тіла з головою складає від 63 до 100 см, і від 55 до 90 без урахувань голови. Висотою в плечах він 35-38 см, важить близько 8-10 кг. Хвіст довжиною 8-10 см густий, шерсть на ньому біла. Вид демонструє значний статевий диморфізм: самки набагато більші за самців. Колір шерсті світло-коричневий, іноді з блакитним відтінком, колір в індивідів різниться. Навколо рогів є виразне пасмо шерсті. Живіт білий. Самки мають чотири соски..
Самці, а іноді і самки мають прямі, короткі, шпильчасті роги, довжиною 3,5-6 см. Довжина рогів збільшується зі сходу на захід ареалу поширення виду: в Гані роги майже непомітні, а на заході вони найдовші. Частка рогатих самок різко знижується зі 100% в Нігерії до 5 з 80 в Ліберії. Самки P. m. libriensis зазвичай безрогі. В тих популяціях, де в самок роги є, вони коротші за роги самців. Широкий череп з вулькою мордою довжиною майже 12,7 см в довжину і 6,4 см в ширину. Розміри черепів збільшуються зі сходу на захід між Того і Ліберією, хоча в крайніх східних і західних точках ареалу ця тенденція не прослідковується.
Блакитний дуїкер надзвичайно схожий на дуїкера Максвелла. Однак останній майже в два рази більший і важчий, з великим черепом. Тоді як дуїкер Максвелла майже однорідного кольору, блакитний дуїкер помітно двокольоровий. Ще одна відмінність-педальна залоза над копитом, у блакитного дуїкера вона менша.

## Поширення
Дуїкер Максвелла віддає перевагу ділянкам зі свіжими, густими заростями. Він заселяє теплі вологі низинні ліси, розташовані в країнах Західної Африки, таких як Бенін, Буркіна-Фасо, Кот-д'Івуар, Гана, Гвінея, Гвінея-Бісау, Ліберія, Нігерія, Сенегал, Сьєрра-Леоне і Того. Він також населяє узлісся, вторинні ліси, чагарники, скреб, галерейні ліси і пасовища. Західним кордоном поширення цього виду є південний захід Сенегалу і західна Гамбія, а східний- Крос-Ривер в Нігерії.

## Дієта
Дуїкер Максвелла харчується фруктами, насінням, вторинною рослинністю і чагарником. Раціон змінюється відповідно до сезону, з переходом на рослинність і квіти на початку зими.
Невеликий розмір тварини відображається на його харчуванні. Через менші розміри рота, він концентрується на їжі, меншою за 3 см діаметром.

## Поведінка
Дуїкер Максвелла має передочну залозу, виділення якої використовує для мічення території. Імовірно, подібні дуїкери були одними із перших тварин, що почали використовувати передочну залозу подібним чином. Маркування запахом також пов'язана з визначенням індивіда або з соціальним примиренням: було помічено, як самці і самки притискають залози одна до одної.

## Розмноження
Телята зазвичай народжуються під час сезонів посухи. Самки народжують одного теля раз на рік після стодвадцятиденної вагітності. Дитинча важить біля 1/10 від ваги матері. Дуїкери Максвелла можуть прожити в неволі до 10 років.

## Збереження
Дуїкер Максвелла потрапив до списку МСОП, як такий, що має найменше ризиків, хоча і помічено тенденцію до зниження чисельності виду.